# Joseph Chartrand
Joseph Chartrand (ur. 11 maja 1870 w Saint Louis, zm. 8 grudnia 1933 w Indianapolis) – amerykański duchowny katolicki, biskup Indianapolis w latach 1918–1933.
Święcenia kapłańskie otrzymał w katedrze w Indianapolis 24 września 1892. Pracował duszpastersko do 27 lipca 1910, kiedy to został mianowany koadiutorem biskupa Indianapolis. Sakry udzielił kardynał Diomede Falconio. Sukcesję przejął 7 września 1918. W 1928 został asystentem Tronu Papieskiego. Wyświęcił na kapłanów dwóch późniejszych kardynałów - Johna Francisa O’Harę i Josepha Rittera. Tego drugiego konsekrował też na biskupa. Zmarł w Indianapolis i został pochowany w katedrze. W 1976 ciało przeniesiono do nowej kaplicy. 